# Johann Peter Gustav Lejeune Dirichlet
Johann Peter Gustav Lejeune Dirichlet (13. februar 1805 - 5. maj 1859) var en tysk matematiker. Inden for talteori beviste han særlige tilfælde af Fermats sidste sætning og skabte analytisk talteori. Inden for analyse udviklede han teorien om Fourier-rækker og var en af de første til at give den moderne formelle definition af en funktion. I matematisk fysik studerede han potentialteori, grænseværdiproblemer og varmediffusion samt hydrodynamik.
Selvom hans efternavn er Lejeune Dirichlet, omtales han ofte under sit mononym Dirichlet, især i forbindelse med resultater, der er opkaldt efter ham.